# Australian Journal of Botany
Australian Journal of Botany (abreviado Austral. J. Bot.) es una revista con ilustraciones y descripciones botánicas que es publicada en Melbourne desde el año 1953.